# Matthew Gibson
Matthew "Matt" Gibson (né le 2 septembre 1996 à Lymm en Angleterre) est un coureur cycliste britannique. Il participe à des compétitions sur route et sur piste.

## Biographie
En 2013, Matthew Gibson termine cinquième du championnat du monde du contre-la-montre juniors (moins de 19 ans). L'année suivante, il est médaillé d'argent de la poursuite par équipes (avec Joe Holt, Joe Evans et Gabriel Cullaigh) aux championnats d'Europe sur piste juniors. Il s'illustre également sur le calendrier sur route juniors, où il gagne le contre-la-montre de la Course de la Paix juniors et le prologue du Tour du Pays de Galles juniors.
Lors de la saison 2015, il remporte deux titres aux championnats d'Europe espoirs (moins de 23 ans) sur le scratch et la poursuite par équipes (avec Oliver Wood, Germain Burton et Christopher Latham). Un peu plus tard, il devient à 18 ans le plus jeune champion d'Europe chez les élites, en décrochant l'or sur la poursuite par équipe, aux côtés de Jonathan Dibben, Owain Doull, Andrew Tennant, Bradley Wiggins et Steven Burke.
Dans la période qui a suivi, Gibson a inexplicablement perdu sa forme et a raté toute la saison 2016. Finalement, il s'est avéré qu'il souffrait du virus d'Epstein-Barr, qui lui a causé une mononucléose infectieuse. En 2017, il rejoint de l'équipe continentale JLT Condor et participe principalement à des courses sur route pour retrouver sa forme. En 2018, il remporte au sprint plusieurs victoires d'étape dans des courses internationales, telles que la New Zealand Cycle Classic, le Tour de Normandie, le Tour du Loir-et-Cher et le Tour de l'Avenir.
Grâce à ses résultats, il signe pour la saison 2019 au sein de l'UCI ProTeam Burgos-BH (deuxième division). Il remporte une étape du Tour du lac Qinghai avec sa nouvelle équipe, ce qui lui vaut une prolongation de contrat pour 2020. Cependant, après seulement 13 jours de course lors de la saison 2020, il doit quitter l'équipe à la fin de la saison.
Il signe dans l'équipe continentale britannique Ribble Weldtite Pro Cycling en 2021, puis rejoint WiV SunGod en 2022. En mars 2022, il retrouve le chemin de la victoire en remportant une étape de l'Olympia's Tour.

## Palmarès sur route
- 2013
  - Prologue de l'Isle of Man Junior Tour
  - 5e du championnat du monde du contre-la-montre juniors
- 2014
  - British Junior Men's Road Series
  - Prologue et 2e étape de l'Isle of Man Junior Tour
  - 2ea étape de la Course de la Paix juniors (contre-la-montre)
  - Prologue du Tour du Pays de Galles juniors
  - 3e de l'Isle of Man Junior Tour
  - 3e du Tour du Pays de Galles juniors
  - 10e du championnat du monde du contre-la-montre juniors
- 2017
  - 2e de la Mitchelton Bay Classic
  - 2e de l'Otley Grand Prix
  - 2e du Beverley Grand Prix
  - 2e du Colne Grand Prix
  - 3e du Skipton Grand Prix
- 2018
  -  Champion de Grande-Bretagne du critérium
  - National Circuit Series
  - 3e étape de la New Zealand Cycle Classic
  - 6e étape du Tour de Normandie
  - 5e étape du Tour du Loir-et-Cher
  - Bristol Grand Prix
  - Stockton Grand Prix
  - 5e étape du Tour de l'Avenir
  - 2e de l'Otley Grand Prix
  - 2e du Barnsley Grand Prix
  - 3e du Skipton Grand Prix
  - 3e du Grand Prix Izola
- 2019
  - 13e étape du Tour du lac Qinghai
- 2021
  - Otley Grand Prix
  - 3e du Beaumont Trophy
- 2022
  - 1re étape secteur b de l'Olympia's Tour

### Classements mondiaux
| Année                                 | 2018 | 2019 | 2020 | 2021  | 2022 | 2023  |
| ------------------------------------- | ---- | ---- | ---- | ----- | ---- | ----- |
| Classement mondial                    | 968e | 965e | nc   | 1545e | nc   | 2832e |
| UCI Europe Tour                       | 641e | 697e | nc   | 1088e | nc   | nc    |
| UCI Oceania Tour                      | 72e  |      |      |       |      |       |
|                                       |      |      |      |       |      |       |
| Légende : nc = non classéSource : UCI |      |      |      |       |      |       |

## Palmarès sur piste

### Coupe du monde
- 2014-2015
  - 3e de la poursuite par équipes à Cali

### Championnats d'Europe
Juniors et Espoirs
- 2014
  -  Médaillé d'argent de la poursuite par équipes juniors
- 2015
  -  Champion d'Europe de poursuite par équipes espoirs (avec Oliver Wood, Germain Burton et Chris Latham)
  -  Champion d'Europe du scratch espoirs

Élites
- Granges 2015
  -  Champion d'Europe de poursuite par équipes (avec Jonathan Dibben, Owain Doull, Andrew Tennant, Bradley Wiggins et Steven Burke)

### Championnats nationaux
- 2013
  -  Champion de Grande-Bretagne de poursuite juniors
  -  Champion de Grande-Bretagne du kilomètre juniors
- 2014
  -  Champion de Grande-Bretagne de poursuite juniors
  - 2e du championnat de Grande-Bretagne du kilomètre juniors
  - 2e du championnat de Grande-Bretagne de course aux points juniors